# Hawar (Syria)
Hawar (arab. حور) – miejscowość w Syrii, w muhafazie Aleppo. W 2004 roku liczyła 2675 mieszkańców.